# زیردریایی یو-۳۱۹
زیردریایی یو-۳۱۹ (به انگلیسی: German submarine U-319) یک زیردریایی بود که طول آن ۶۷٫۱۰ متر (۲۲۰ فوت ۲ اینچ) بود. این زیردریایی در سال ۱۹۴۳ ساخته شد.